# صلاح مسعد
صلاح مسعد (8 سبتمبر 1989 عمان الأردن - ) هو لاعب كرة قدم أردني يلعب كحارس مرمى.